# Mallonia barbicornis
Mallonia barbicornis är en skalbaggsart som först beskrevs av Johan Christian Fabricius 1798.
Mallonia barbicornis ingår i släktet Mallonia och familjen långhorningar. Inga underarter finns listade i Catalogue of Life.